# Hologymnosus longipes
Hologymnosus longipes es una especie de peces de la familia Labridae en el orden de los Perciformes.

## Morfología
Los machos pueden llegar alcanzar los 40 cm de longitud total.

## Distribución geográfica
Se encuentran en Nueva Caledonia, Vanuatu y el sur de la Gran Barrera de Coral.